# Régates de Nice
Pour les articles homonymes, voir Régate et Nice (homonymie).
Les Régates de Nice sont une série de régates de yachts classiques (voiliers traditionnels de prestige) organisées tous les deux ans durant un week end prolongé de 5 jours de fin septembre, par la ville de Nice, entre la baie des Anges et la rade de Villefranche, sur la Côte d'Azur, dans les Alpes-Maritimes,.

## Histoire

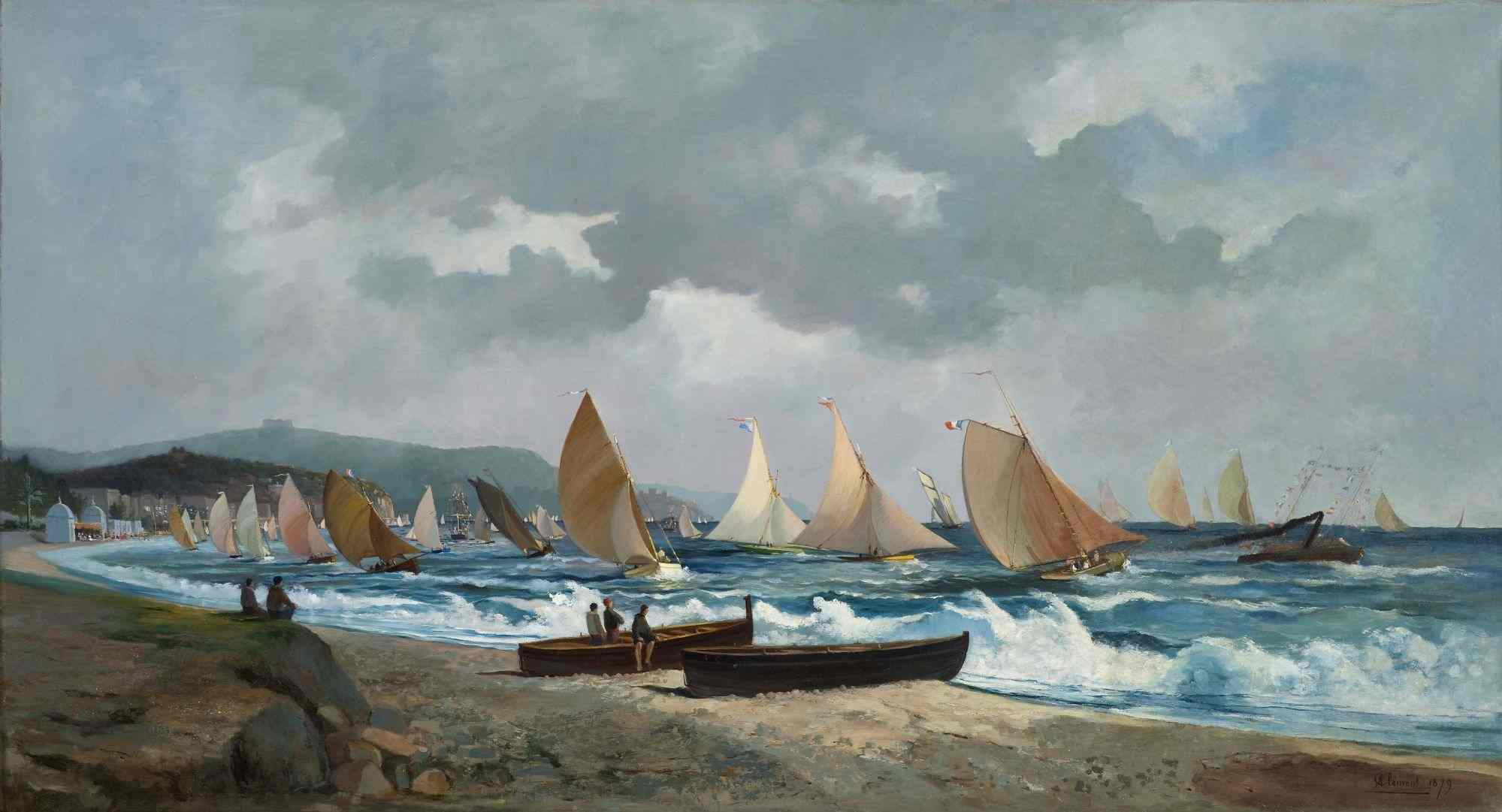
Les premières régates à Nice en 1879, en peinture du musée national de la Marine de Paris

Ces régates traditionnelles sont organisées chaque année par la ville de Nice, depuis la fin du XIXe siècle, entre la baie des Anges et la rade de Villefranche, face à la promenade des Anglais, depuis le port Lympia de Nice et depuis la darse de Villefranche-sur-Mer de Villefranche-sur-Mer et Saint-Jean-Cap-Ferrat. Elles rassemblent des voiliers traditionnels du monde entier, pour parader et s'affronter en mer durant quelques jours,.

## Régates de Nice - Villefranche-sur-Mer - Trophée Pasqui
Les Régates de Nice ont fusionné en 2013 avec « Le Trophée Pasqui » de Villefranche-sur-Mer (créé 2004 au nom du charpentier de marine traditionnel de référence Gilbert Pasqui de la darse de Villefranche-sur-Mer,).

Quelques navires participants
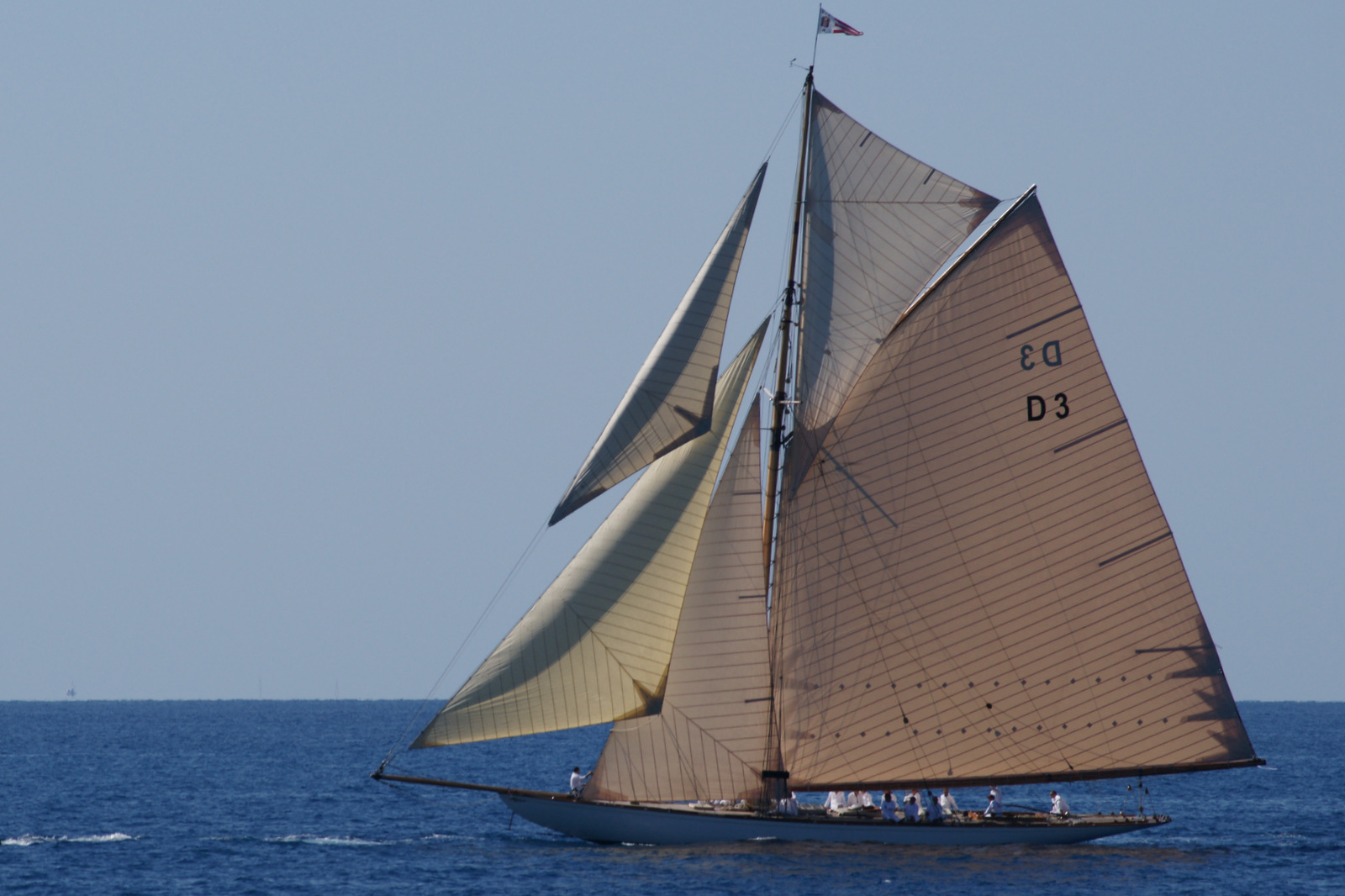
Tuiga
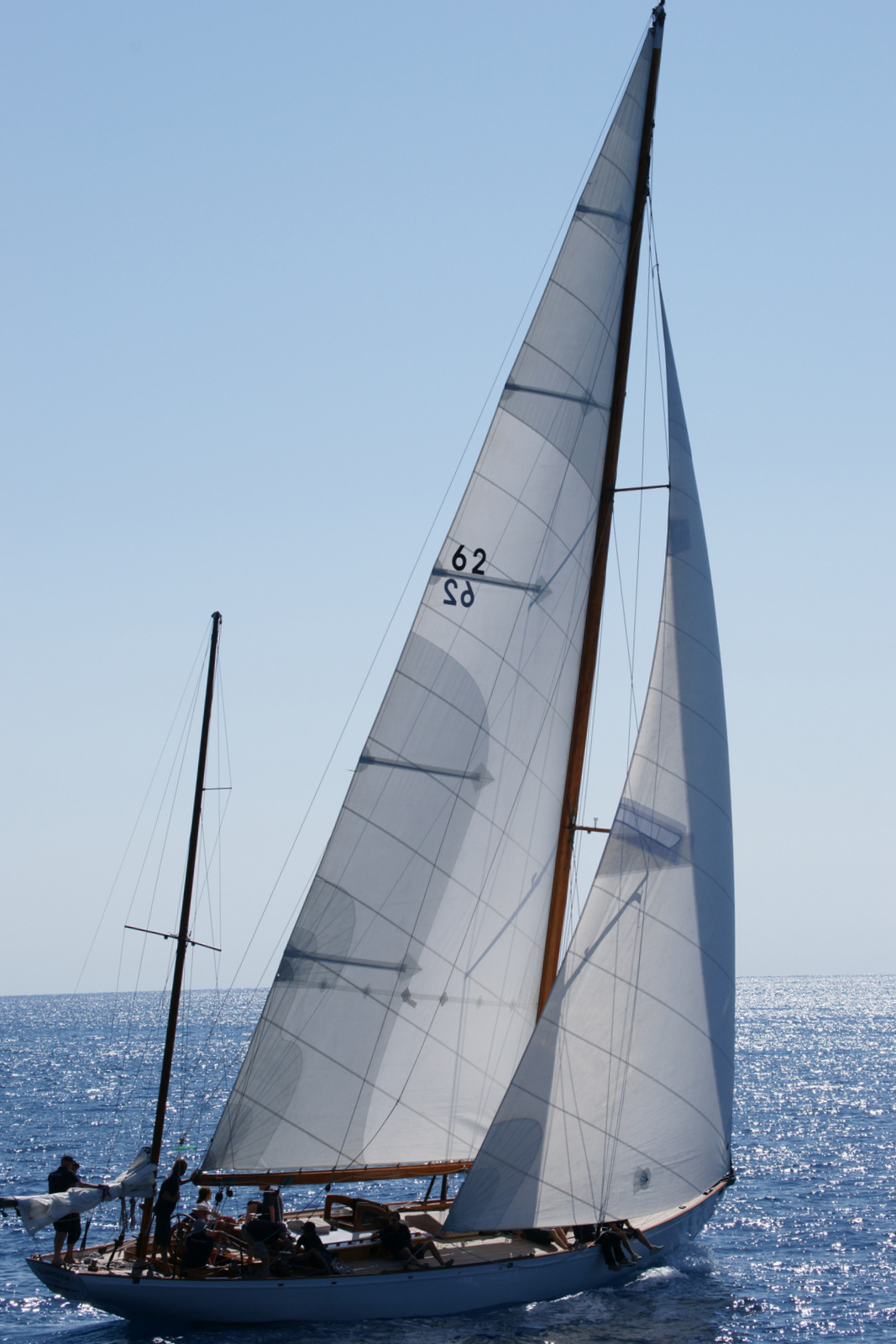
S/Y Manitou

Elles mettent depuis à l'honneur tous les deux ans une quarantaine de yachts classiques traditionnels anciens de prestige, à l'occasion d'une grande fête de passionnés et de quelques-uns des plus beaux et anciens gréements de yachting de course du monde,,.

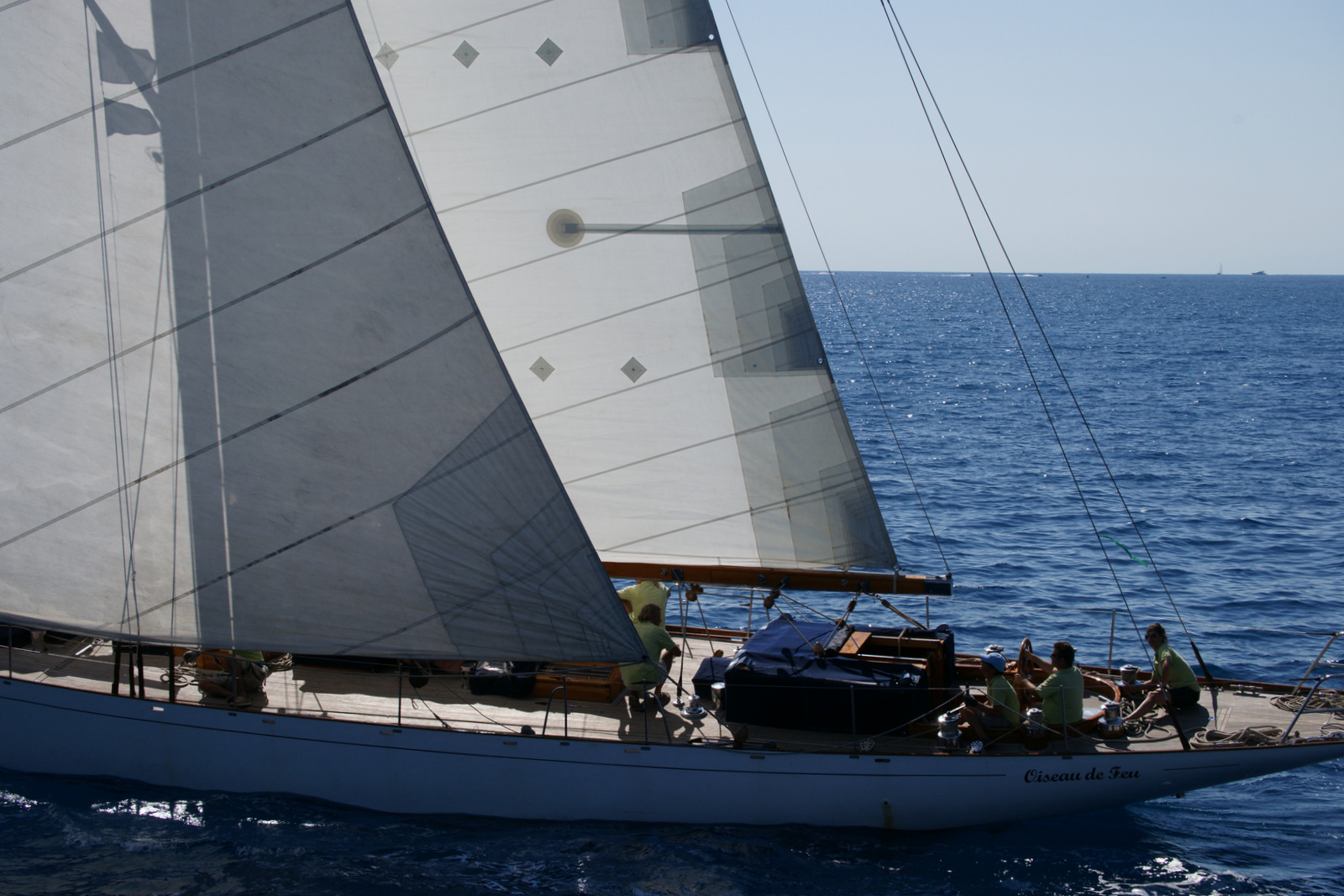
Oiseau de feu
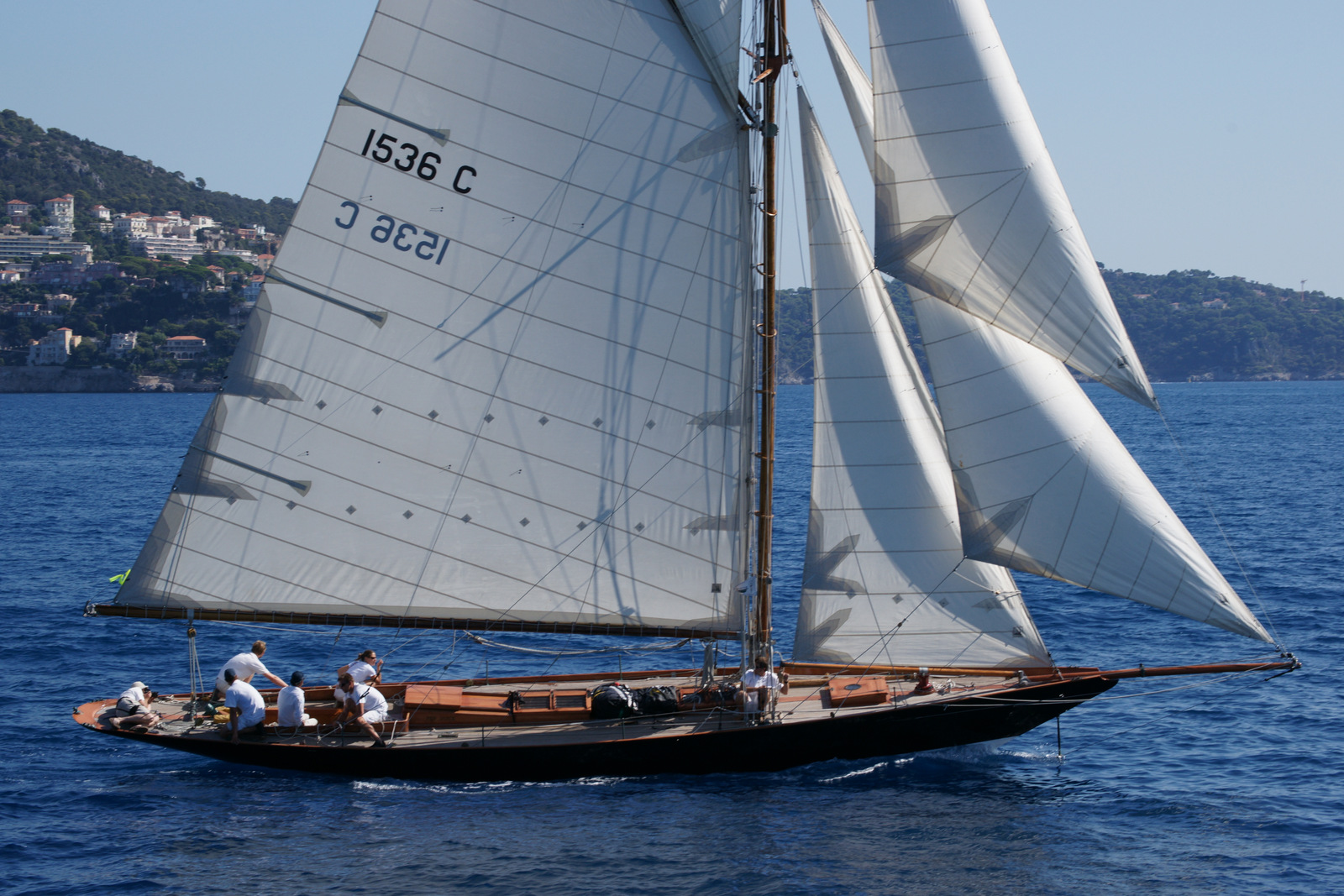
Pen Duick
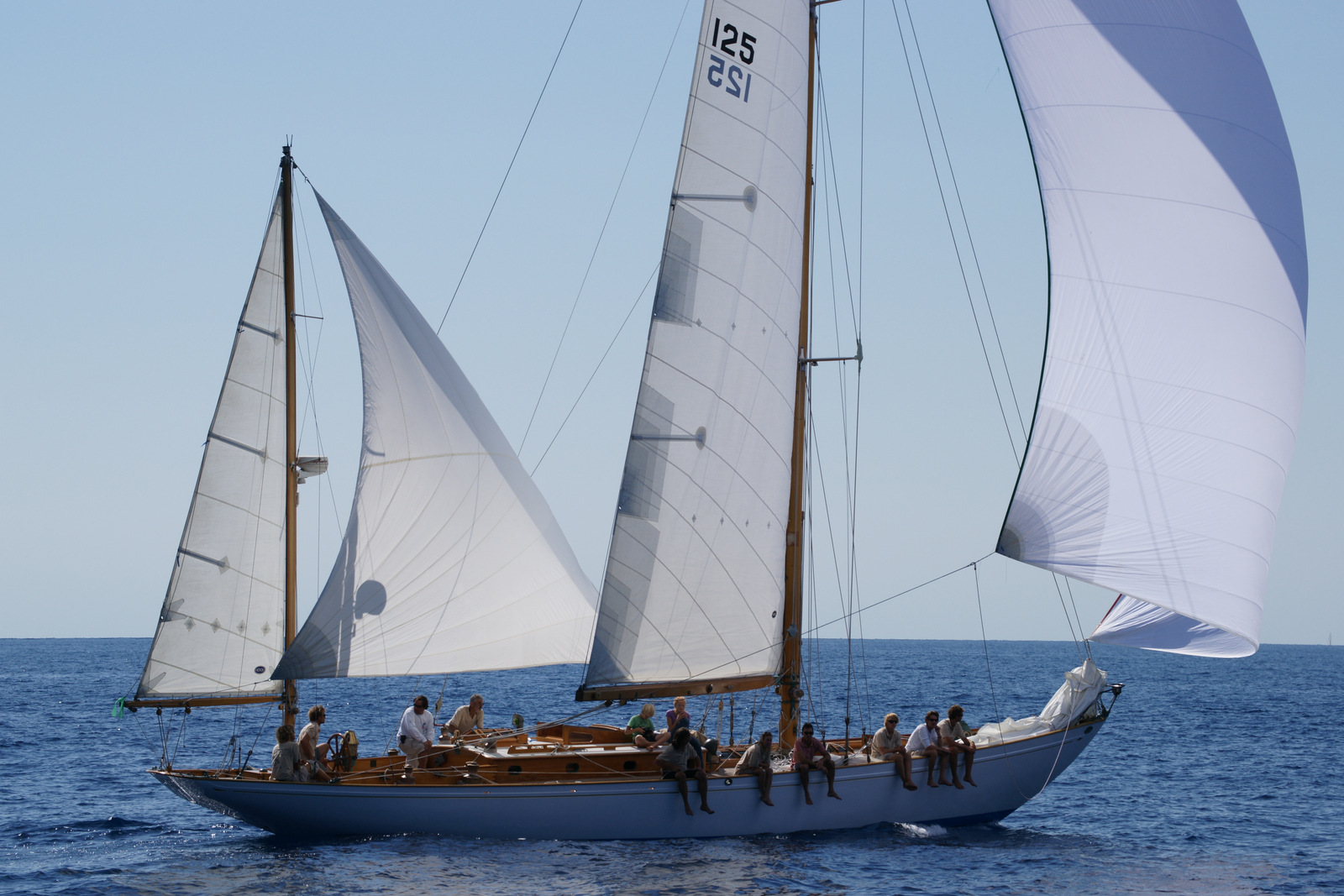
Argyll
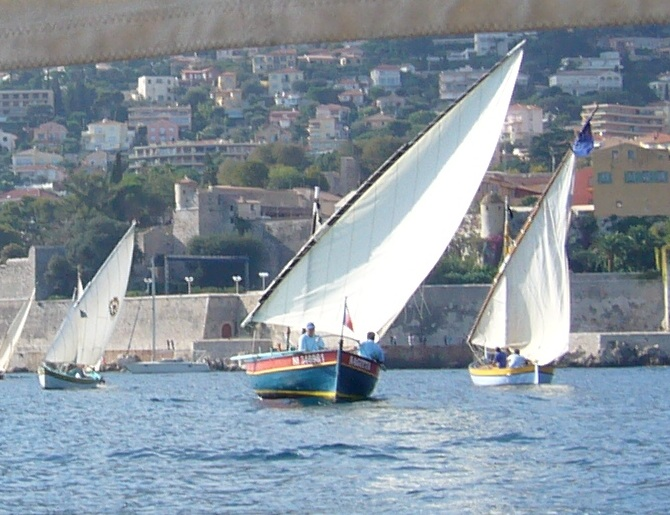
Resquilhada, fête et régates niçoises de pointus à voile latine

## Régates de pointus de Nice
En octobre ont également lieu les « Resquilhada » fête et régates niçoises traditionnelles de pointus à voile latine.